# Castelfranco Piandiscò
Castelfranco Piandiscò è un comune italiano di 9 780 abitanti della provincia di Arezzo in Toscana.
È stato istituito il 1º gennaio 2014 dalla fusione dei comuni di Castelfranco di Sopra e Pian di Scò. Il capoluogo si trova a Castelfranco di Sopra.

## Storia

### Simboli
Lo stemma e il gonfalone del comune sono stati concessi con decreto del presidente della Repubblica del 12 maggio 2014.
Il gonfalone è un drappo partito di rosso e di azzurro.

## Monumenti e luoghi d'interesse

### Architetture religiose
- Monastero di San Salvatore a Soffena (Castelfranco di Sopra), noto anche come Badia di Soffena, la cui parte più antica risale al IX secolo
- Pieve di Santa Maria a Scò di probabile origine etrusca e principale edificio religioso di Pian di Scò
- Chiesa di San Tommaso (Castelfranco di Sopra)
- Oratorio della Compagnia del Sacramento (Castelfranco di Sopra)
- Chiesa di San Filippo Neri
- Cappella dell'Immacolata Concezione (presso Casabiondo), una cappella di origine rinascimentale
- Chiesa di San Michele del XIII secolo [8]
- Monastero in località Quercioli (Castelfranco di Sopra)

### Architetture civili
- Palazzo Comunale di Castelfranco di Sopra
- Teatro comunale Wanda Capodaglio (Castelfranco di Sopra)
- Ponte dell’acquedotto romano (Castelfranco di Sopra, via Firenze)
- Ponte romano sulla mulattiera che congiunge La Lama con Pulicciano
- la mezza campata rimasta del Ponte a Mandri (Castelfranco di Sopra), situato su torrente Faella 90 metri a monte dell’omonimo ponte attuale, esploso per rappresaglia da militari tedeschi nel 1944. Esso era uno dei ponti della strada provinciale Sette Ponti[9].

### Castelli ed architetture militari
- Castello di Poggio alla Regina il cui primo insediamento risale all'età del bronzo[10][11]

- Torre d'Arnolfo o Porta Campana

- Porta Fiorentina

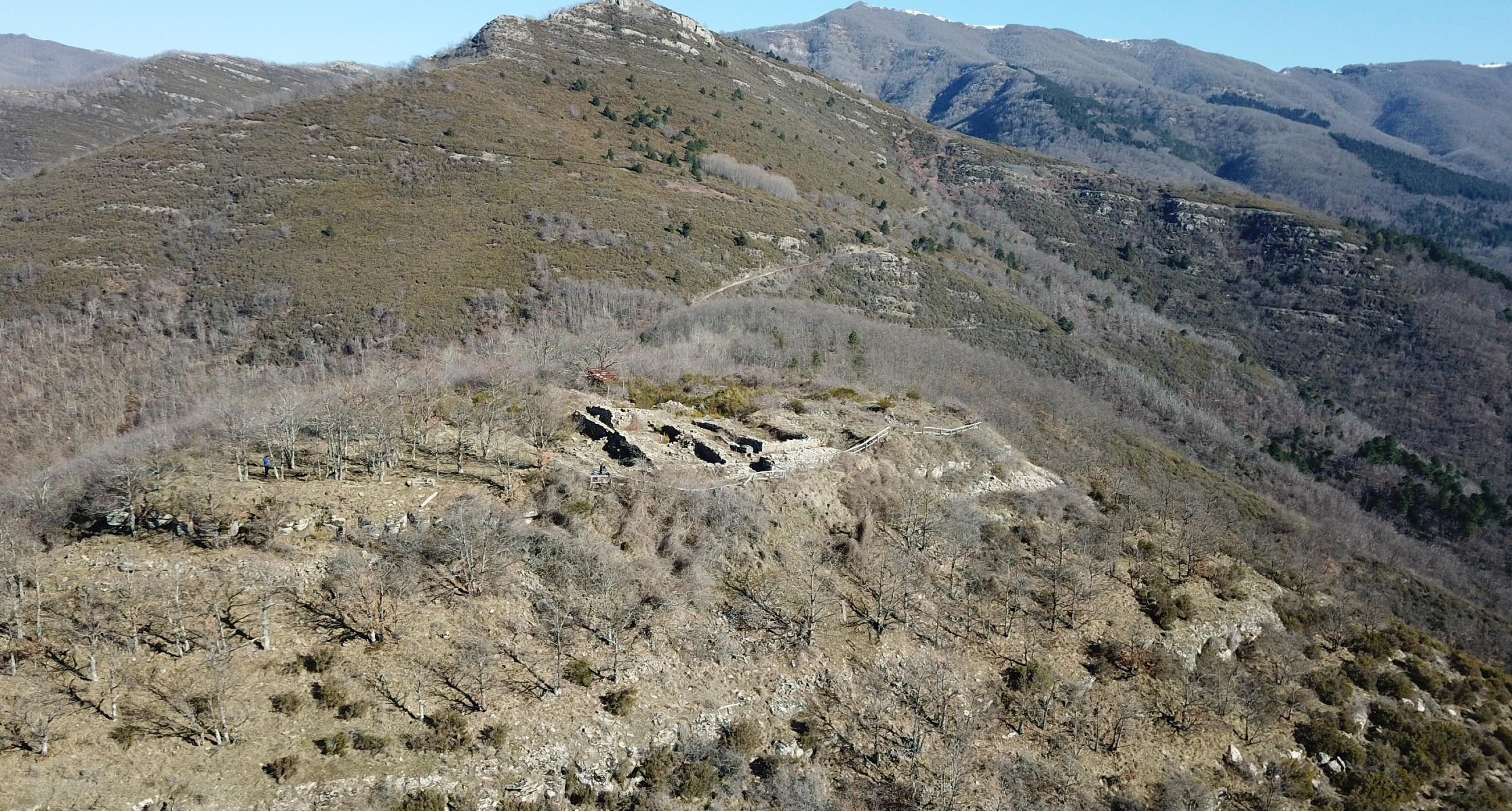
Ruderi del castello di Poggio alla Regina

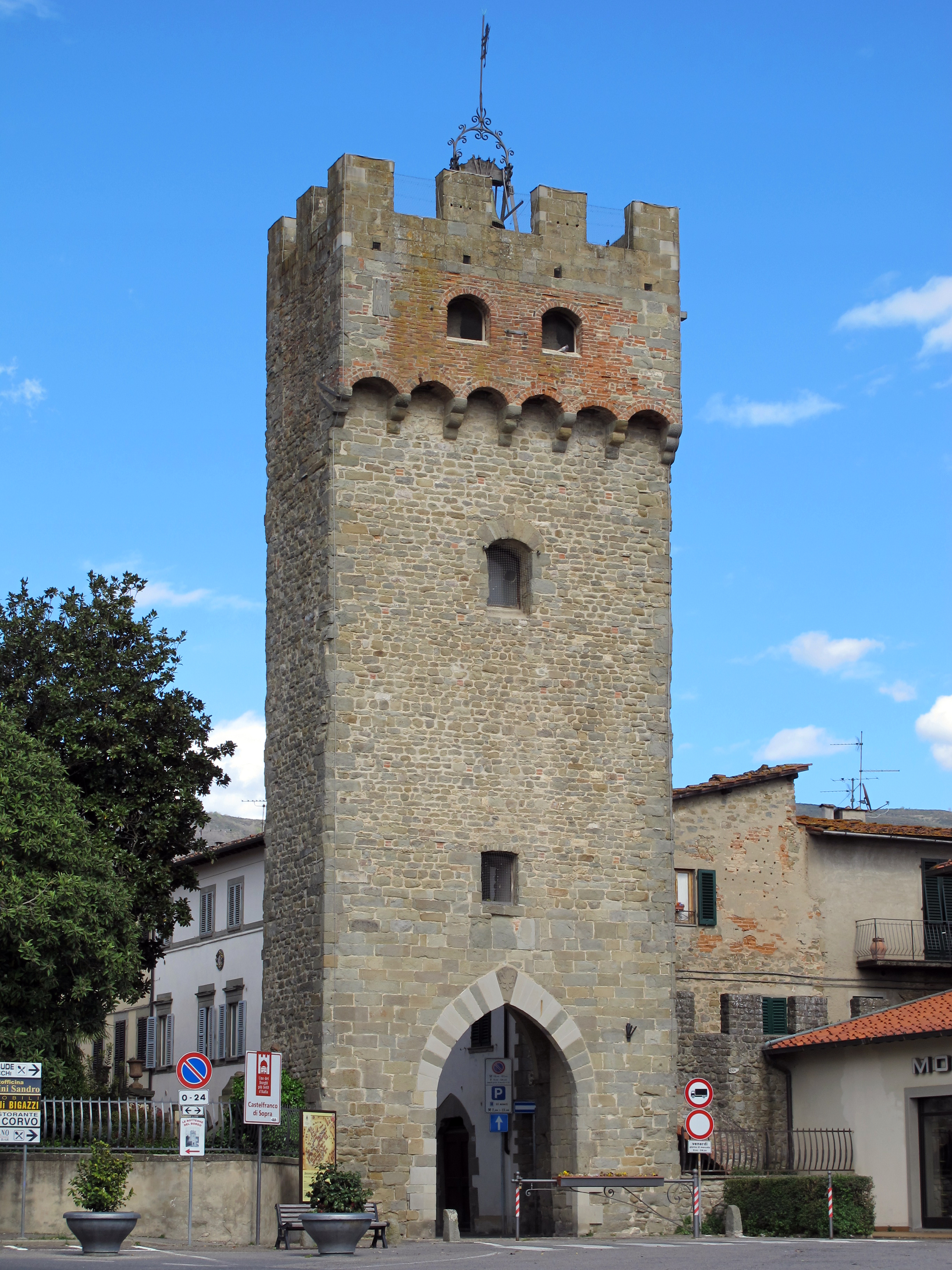
Torre d'Arnolfo, o Porta Campana, a Castelfranco di Sopra

- numerose case torri della Repubblica di Firenze del XIII-XIV secolo, quali il Giuncheto e Borgo Mocale

## Società

### Evoluzione demografica
Abitanti censiti

## Cultura
Il comune fa parte del club "I borghi più belli d'Italia".

## Amministrazione
Di seguito è presentata una tabella relativa alle amministrazioni che si sono succedute in questo comune.
| Periodo         | Periodo        | Primo cittadino  | Partito                            | Carica                  | Note   |
| --------------- | -------------- | ---------------- | ---------------------------------- | ----------------------- | ------ |
| 1º gennaio 2014 | 26 maggio 2014 | Bruna Becherucci | –                                  | Commissario prefettizio | [ 13 ] |
| 26 maggio 2014  | 27 maggio 2019 | Enzo Cacioli     | Partito Democratico                | Sindaco                 | [ 13 ] |
| 27 maggio 2019  | 10 giugno 2024 | Enzo Cacioli     | Partito Democratico                | Sindaco                 | [ 13 ] |
| 10 giugno 2024  | in carica      | Michele Rossi    | Insieme per Castelfranco Piandiscò | Sindaco                 | [ 13 ] |

### Gemellaggi
- Caldes d'Estrac[14]